# Gyrtona monilialis
Gyrtona monilialis är en fjärilsart som beskrevs av Walker 1863. Gyrtona monilialis ingår i släktet Gyrtona och familjen nattflyn. Inga underarter finns listade i Catalogue of Life.